# جعفر الأمين
جعفر محسن الأمين
أديب وشاعر مميّز، ترك بصمة لا تنس في الأدب اللبناني عامة والعاملي خاصة. اتسم شعره بالطرافة والفكاهة والدعابة.

## ولادته ونشأته
هو النجل الثاني للمرجع الشيعي السيد محسن الأمين، ولد عام 1908 م وتوفي في العام 1981 م. ولكن تاريخ الولادة حسب الهوية هو في العام 1910
ولد في بلدة شقراء، جنوب لبنان، والدته سعيدة محمد من أفريقيا الشرقية، ورث عنها خصائص سكان أفريقيا الشرقية: البشرة السمراء والشعر الأجعد.
بعد حوالى السنتين  من ولادته ، انتقل مع والدته إلى دمشق ،ليفرق بينهما بعد أقل من عامين بطلاقها وابعادها عنه .
بعد فترة من بداية الحرب العالمية الأولى (1914-1918)،عاد مع والده  إلى بلدة شقرا، لتنقطع أخبار والدته تماما عنه ،إلى حين وفاتهاأواخر تلك الحرب، وهي لم تتخط سن السابعة والعشرين وهو لم يتجاوز بعد العاشرة من عمره.

## عائلته
- والده: السيد محسن الأمين
- والدته: سعيدة محمد - وهو وحيد والدته
- زوجته : فاطمة الأمين
- أولاده: أكرم ونهى وريا
- إخوته من والده: محمد الباقر - حسن - هاشم - عبد المطلب
- أخواته من والده: نجيبة، فاطمة، أنيسة وعفيفة.

## الدراسة والتدريس
نشأ محبا للأدب، وتلقى علومه الأولى في شقراء مع اخوته حيث درس على يد أحد الأساتذة في بلدته وهو السيد علي موسى سلمان، كما تتلمذ على يد الأديب محمد علي الحوماني الذي كان قد تم تعيينه كأول مدرس رسمي في بلدة شقراء، هذا بالإضافة إلى الدروس البيتية التي كان يتلقاها مع إخوته على يد والده السيد محسن الأمين.
مع نهاية الحرب العالمية الأولى، انتقل إلى دمشق ليتابع دراسته في “المدرسة العلوية” التي أسسها والده و التي دعيت بعد وفاته بالمدرسة المحسنية ،وبقي فيها حتى العام 1925 ميلادي.
انتقل إلى النبطية في العام 1927 ليدخل في مدرستها لفترة قصيرة، وبعدها تابع تحصيله العلمي بنفسه بما في ذلك تحصيل اللغة الفرنسية التي ساعده على تعلمها بعض اصدقائه، حيث التحق بدورة تعليمية في دار المعلمين وعين بعدها في العام 1930 معلما في النبطية.
عمل مدرسا في بلدة كفرصير الجنوبية، والنبطية، والدوير، وشمسطار وبعض قرى محافظة الشمال ك(حلبا).
في العام 1952 وبعد وفاة والده، استقر في قريته شقراء، حيث عُيّن مديرا لمدرستها الرسمية واستمر كذلك حتى العام 1972 ميلادي حيث استقال وتقاعد.

## هواياته وأنشطته
كان اديبآ وشاعرآ متعدد المواهب على غاية من الذوق والظرف والنباهة والفطنة وحدة الذهن.
تمتع بروح إنسانية عالية جعلته عطوفآ على الناس ومشاركآ لهم بمشاعرهم, فحاز على محبتهم وتقديرهم وا حترامهم.
باللإضافة إلى دوره التعليمي والتربوي، تنوعت اهتمامات جعفر الأمين بين الأمور الاجتماعية والزراعية والتنموية والبيئية التراثية والسياسية وكان محبا للأرض والحيوان والنبات. 
فقد اهتم بالنحت والحفر والأشغال اليدوية كهوايات شخصية.
وأنشأ فرقة للرقص الشعبي في الستينيات في بلدته شقراء،كانت تضم عدداً من الشبان والشابات، شاركت في العديد من المهرجانات في لبنان.
أنشأ فرقة كشفية وفرقة مرشدات شاركتا في العديد من المؤتمرات الكشفية المحلية والإقليمية
في العام 1954 ميلادي، بنى منزلا بالمواصفات الحديثة الحالية، وتميّز هذا المنزل بحديقة لافتة دفعت المجلس الوطني لإنماء السياحة لمنحه شهادة التزيين بالأزهار.
كان أحد مؤسسي الحزب الشيوعي في النبطية.
تخلى عن العمل السياسي والحزبي أواخر الأربعينيات وركز اهتمامه بالأدب والشعر وبالتراث الشعبي وبالتربية والتعليم والأعمار.

## مؤلفاته
له عدد من المؤلفات صدر منها عن دار الفارابي والمجلسى الثقافي للبنان الجنوبي:
1. ديوان الشاعر السيد جعفر محسن الأمين - طبع بعد وفاته في العام 2002 ،وطبع طبعة ثانية منقحة ومزيدة في العام 2013 ، اعداد:  اكرم جعفرالأمين - تقديم: هاشم الأمين - اشراف: محمد زينو شومان.
2. الأمثال العامية في جبل عامل- طبعة أولى 2004 ،وطبعة ثانية منقحة ومزيدة 2013 اعداد: أكرم جعفرالأمين - تقديم: جواد صيداوي - اشراف: حسن مروة.طبعة ثالثة منقحة ومزيدة 2023 إعداد أكرم جعفر الأمين .
3. جعفر محسن الأمين، سيرة وعامليات - جمع واعداد: اكرم جعفرالأمين -  تقديم: جواد صيداوي. طبعة أولى 2004 وطبعة ثانية منقحة 2013 . طبعة ثالثة مزبدة ومنقحة 2023 إعداد أكرم جعفر الأمين .
4. جعفر محسن الأمين، كتابات في سيرته وأدبه - جمع واعداد أكرم جعفر الأمين - طبعة أولى 2014

## وفاته
ظهيرة يوم 28-02-1981 ميلادي، أصيب بنوبة قلبية وتوفي في مساء ذات اليوم في إحدى مستشفيات صيدا، ودُفن في مسقط رأسه شقراء في اليوم التالي.

## ما كُتب عنه
تناولته عدة أبحاث ودراسات ومقالات في العديد من الصحف والمجلات.
في الرابع عشر من شهر تشرين الثاني في عام 2010, احتفى اتحاد الكتاب اللبنانيين به وبكوكبة من الشعراء والأدباء باعتبارهم من ابرز الكتاب والمبدعين اللبنانين في النصف الثاني من القرن العشرين.
ثم أقام الاتحاد ندوة حول أعماله الأدبية، خلال معرض بيروت للكتاب العربي و الدولي، في الثامن عشر من شهر كانون الأول من العام 2013.

## وصلات خارجية
- ترجمة السيد جعفر الامين في معجم البابطين
- كتاب:الأمثال العامية في جبل عامل - تأليف السيد جعفر الأمين العاملي